# Turbo
För andra betydelser, se Turbo (olika betydelser).

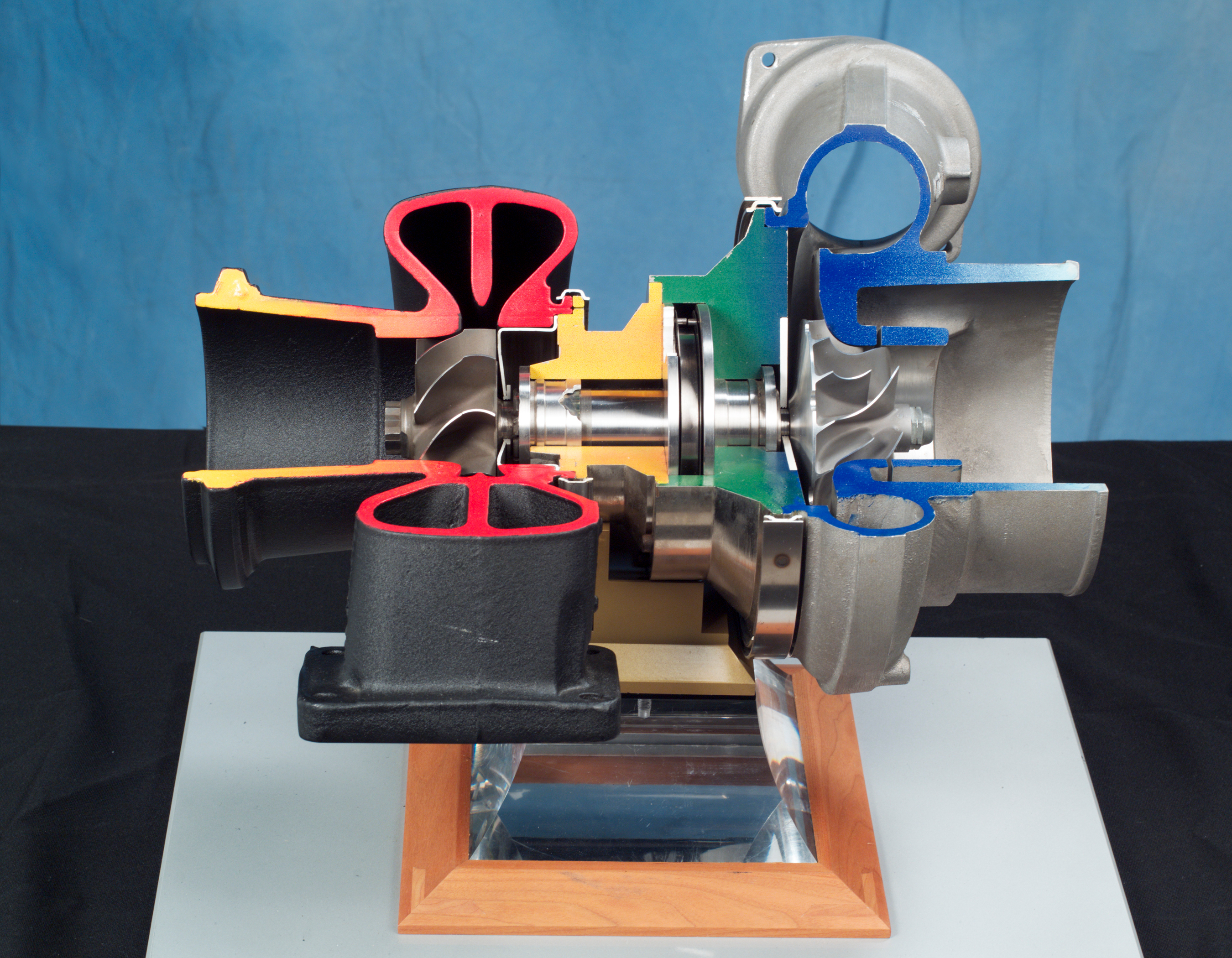
Genomskärningsmodell av turboaggregat

Turbo är ett system som kan användas för att öka effekten och i viss mån verkningsgraden i en förbränningsmotor.
Turboaggregatet drivs av hastigheten och trycket i avgaserna som lämnar förbränningsrummet. Den energi som inte fullt ut kunnat tillvaratas i förbränningsrummet driver ett turbinhjul som via en gemensam axel driver ett kompressorhjul i andra änden av turbon. Kompressorhjulet komprimerar den inkommande luften genom att "trycka" in luften i förbränningsrummet.
Även en kompressor trycker in luft i förbränningsrummet. Den drivs dock mekaniskt av motorn via vevaxeln eller en rem och ger överladdning och ökad effekt även vid låga motorvarvtal, där turbons överladdning är liten på grund av det låga avgasflödet. En kompressor "stjäl" en viss energi från motorn, som annars hade kunnat förmedlas ut till drivhjulen, medan en turbo återanvänder energi i avgaserna som annars gått till spillo i avgassystemet.
Benämningen på aggregatet är egentligen överladdningsaggregat. Ordet turbo är latin och betyder virvel.

## Användningsområden
Med en lättrycksturbo (som har en annorlunda tryckklocka, och inte som många tror ett mindre turboaggregat) kan en bensinmotor ges ett högt kompressionsförhållande så att verkningsgraden blir bra även vid låg belastning.
Ett annat problem med turbon är att det tar en viss tid efter att gaspådraget ökats till dess turbon kan börja arbeta och höja effekten. En stor del av den utveckling som skett av turbomotorn har också gått ut på att minska denna fördröjning som kan överraska en förare genom att accelerationen ökar kraftigt först någon sekund efter att man börjat accelerera. 
Saab har experimenterat med motorer som har variabel kompression så att de kan köras effektivt både vid hög och vid låg belastning. Saab var också först ut med en fungerande lättrycksturbo, vilket gav Saabs personbilar med bensinmotor mycket bättre körbarhet än konkurrenterna. 
BMW och Volkswagen har kompletterat turboaggregatet med en mekaniskt driven kompressor. Vid låga varvtal, innan turboaggregatet laddar, sköter kompressorn laddningen och vid högre varvtal tar sedan turboaggregatet över. Ett liknande system användes först av Lancias rallybilar på 1980-talet.
Turboaggregat är vanliga på dieselmotorer, vilket medför effektivare bränsleanvändning, se turbodiesel. På fordon med dieselmotor hörs turbon tydligt som ett vinande ljud när fordonet accelererar framåt.

### Historia
Turbon uppfanns av den schweiziske ingenjören Alfred Büchi, som fick patent 1905. Dieselskepp och lokomotiv med turbo började konstrueras på 1920-talet. Den schweiziska lastbilstillverkaren Saurer AG var först med att tillverka vägfordon med turbo.  
Turbo var vanligt förekommande på dieselmotorer på lastbilar men efterhand kom den även att användas alltmer i personbilar. 1962 var det endast två bilmärken som använde turbodrift på bensinmotorer, Oldsmobile Cutlass Jetfire (215" motor) och Chevrolet Corvair Monza. 1973 kom BMW:s 2002-modell i en turboversion och 1974 följde Porsche 911 Turbo. 
Redan 1973 började turbon användas inom rallycrossen i Sverige. En pionjär som experimenterade med att sätta ett mindre avgashus på ett turboaggregat och sedan reglera laddtrycket med en wastegate, var Sune Jansson från Finsta. Jansson körde en Volkswagen Typ 1 tillsammans med sin klubbkompis Lasse Nyström. Efter många försök och misslyckanden fick han till receptet och sedan dess vann Nyström det mesta, och Jansson fick bygga Volkswagenmotorer åt hela Europaeliten.
I Sverige har Saab blivit förknippat med turbo efter att man 1978 lanserade modellen Saab 99 Turbo. Saabs turboaggregat var utvecklat av Garrett AiResearch. Samma år kom Peugeot med Peugeot 604 turbodiesel.
Det som hänt sedan dess är att många tillverkare experimenterat med mindre turboaggregat samt att bi-turbo-lösningar kommit till. Personbilsturbons historia i Sverige har varit förknippad med bilmärket Saab som har bidragit i hög grad till turbomotorns utveckling. Efter att Saab i slutet på 1970-talet lyckades konstruera en turbo som kom att fungera mycket bättre på personbilar; med hjälp av en annorlunda tryckklocka och den så kallade wastegate-ventilen, ökade användningen av turbo kraftigt och i mitten på 1980-talet hade de flesta bilmärken motorer med turboladdning.

## Teknik
Trycket som ett turboaggregat pumpar upp begränsas av en så kallad wastegate som är en variabel ventil före turbon som reglerar avgastrycket. Denna styrs av trycket som den själv reglerar. När laddtrycket når det förutbestämda värdet öppnas en ventil med hjälp av en tryckklocka (intern wastegate) eller en kolv (extern wastegate). Intern är vanligast och sitter inbyggd i turbons turbinhus, medan en extern sitter monterad på grenröret.
Turboaggregat på till exempel lastbilar saknar ofta wastegate, turbon är istället gjord för att nå sitt maximala laddtryck vid motorns maxvarv. Denna konstruktion ger dock alltför stor turbofördröjning med därtill hörande "ketchup-effekt" i accelerationen för att fungera på en personbil. 
När wastegaten öppnas passerar avgaserna turbinen genom ventilen. Trycket på turbinen minskar då. Därmed saktar den ned och laddtrycket avtar.
Också en Dawes Device eller strypventil, en typ av luftströmsventil, kan användas för att öka effekten. Ventilen monteras normalt mellan turbons kompressordel och wastegate. På så sätt stryps luftflödet, enligt önskad justering, mellan de båda komponenterna och därmed "luras" turboladdaren att trycka in mera luft i insuget, vilket ger ökad motoreffekt.
En nackdel med turbodrift är värmeutvecklingen som sker i turboaggregatet, dels genom avgaserna som kan ha temperaturer på upp till 1000 °C och dels genom luften som blir varm när den komprimeras. Därför passerar luften en så kallad intercooler (även kallad "laddluftkylare"), som sitter monterad mellan turbons kompressordel och motorns insug, för att sänka insugsluftens temperatur. Detta motverkar spikningar och höjer motorns verkningsgrad. Den sänkta temperaturen gör även att luften tar mindre plats och man kan då få in ännu mera luft i motorn. 
Värmen är också ett problem för turbons smörjning. Turbon varvar upp till (och i vissa fall över) 200 000 varv per minut vilket inga kullager klarar av, och därför är axeln lagrad med ett glidlager som smörjs med motorolja. Oljan kan dock koka om turbon inte kyls ordentligt, vilket leder till haveri. Därför kyls turbon både med oljan och vatten från motorns kylsystem. Saab använde luftkylda turboaggregat i början vilket ofta ledde just till haveri. Detta kan nog anses vara en av de barnsjukdomar som tidiga turbomotorer till personbilar led av tillsammans med en stor fördröjning i turbon, trots wastegateventilens intåg. 
När man varvar en turbomotor så att laddtryck byggs upp, och sedan släpper gasen (stänger gasspjället) för till exempel växling, har luftströmmen som turbon genererar ingenstans att ta vägen, utan studsar mot gasspjället, ger en tryckstöt tillbaka mot turbon och bromsar ner turbinen kraftigt. En nerbromsad turbin innebär i sin tur att turbinen behöver varva upp igen för att leverera önskat laddtryck vilket kan betyda försämrad motorrespons. Långsiktigt är detta inte bra för turbon och därför sitter det ofta en avlastningsventil monterad på något tryckrör efter turbon som släpper ut den luft som annars hade bromsat turbon. Normalt är denna återcirkulerande och leder tillbaka luften till insugsröret mellan luftfiltret och turbon. På 2000-talet blev det dock populärt att montera en så kallad öppen dumpventil, som släpper ut denna luft i atmosfären med ett ljudligt "pys"-ljud, eller ett visslande ljud. 
På bilar med luftmängdsmätare rekommenderas det inte att man monterar öppen dumpventil eftersom motorns styrsystem konstant mäter luftmängden som sugs in i motorn. Om man plötsligt börjar evakuera luft som motorelektroniken förväntar sig att ska finnas där får man dålig motorgång och möjligtvis motorproblem som följd. I princip alla 2000-talsbilar har luftmängdsmätare. 
Vissa turboaggregat, främst små lättdrivna aggregat där tryckpulsen inte blir så kraftig, saknar avlastningsventil.